# Розгром (опергрупа НКДБ УРСР)
Розгром — оперативна група НКДБ УРСР на чолі із Бурлаченком Григорім Федоровичем. Діяла у складі 4 оперпрацівників і 2 радистів.

## Діяльність
7 жовтня 1943 року була закинута в тил противника. Після прибуття до Рівненського партизанського з'єднання № 1 керівник групи «Петров» (Бурлаченко Григорій Федорович) був призначений також заступником генерал-майора В. А. Бегми з оперативної частини.
За час перебування в тилу противника групою завербовано для розробки українського і польського націоналістичного підпілля 20 агентів, виявлено та взято на облік 932 учасники ОУН-УПА і їхніх прихильників, здобута нелегальна оунівська література.
Члени опергрупи брали участь в бойових операціях проти гітлерівців і УПА, систематично добували розвідувальні відомості про противника, за якими інформувалися НКДБ УРСР, командування партизанських загонів і частин Червоної Армії.
Здійснюючи агентурну і військову розвідку, група ставила до відома командування про дислокацію і стан справ у формуваннях УПА. Використовуючи цю інформацію, з'єднання В. Бегми знищило понад 300, захопило 16 і заарештувало 40 членів ОУН-УПА.
Відповідно до отриманого завдання «Петров» повинен був встановити зв'язок з агентурою НКДБ УРСР, залишеної в тилу противника, однак зв'язок був встановлений тільки з одним агентом, бо інші виїхали в невідомому напрямку.
Після з'єднання з частинами Червоної Армії опергрупа «Розгром» в лютому 1944 року прибула в Київ та була розформована.